# Aloe albida
Aloe albida là một loài thực vật có hoa trong họ Măng tây. Loài này được (Stapf) Reynolds mô tả khoa học đầu tiên năm 1947.